# Almut Rössler
Pour les articles homonymes, voir Rössler.
Almut Rössler (Rößler), née le 12 juin 1932 à Beveringen (Ostpriegnitz), et morte le 13 février 2015, est une organiste et chef de chœur allemande.

## Carrière
Elle fait des études musicales avec Michael Schneider, Gaston Litaize (orgue), Hans Richter-Haaser (piano) et Kurt Thomas (direction chorale). En 1967, elle est nommée organiste et chef de chœur à la Johanneskirche de Düsseldorf, poste qu'elle quittera en 1997. Elle  enseigne l'orgue à l'Institut Robert Schumann dans la même ville. Elle a fondé la Johannes-Kantorei axé sur la musique a cappella et les grands oratorios. Elle donne des master class au Japon et aux États-Unis où en 1986, elle a été consacrée organiste de l'année.
Almut Rössler est une spécialiste de la musique d'Olivier Messiaen sur lequel elle a écrit plusieurs ouvrages. Elle a notamment créé sa dernière œuvre pour orgue, Le Livre du Saint-Sacrement, aux États-Unis en 1986 (première mondiale).

## Source
- Alain Pâris, Dictionnaire des interprètes, Bouquins/Laffont 1989, p. 740